# Palosaari (ö i Finland, Nyland, Helsingfors, lat 60,29, long 24,38)
Palosaari är en ö i Finland. Den ligger i sjön Palojärvi och i kommunen Vichtis i den ekonomiska regionen  Helsingfors  och landskapet Nyland, i den södra delen av landet, 30 km väster om huvudstaden Helsingfors. Öns area är 1,4 hektar och dess största längd är 210 meter i nord-sydlig riktning.